# Emir Terzi
Muhammed Emir Terzi (Krefeld, 20 januari 2001) is een Turks-Duits voetballer die als verdediger voor Menemen FK speelt.

## Carrière
Emir Terzi speelde in de jeugd van Bayer 05 Uerdingen en Borussia Dortmund. Bij Dortmund zat hij in 2019 eenmaal bij de selectie van het tweede elftal. In 2020 vertrok hij naar het Leixões SC, wat op het tweede niveau van Portugal uitkwam. Hier kwam hij niet in actie en zat hij ook nooit bij de selectie van het eerste elftal. Hij keerde na een half jaar weer terug naar Duitsland, waar hij bij Sportfreunde Lotte tekende. Op het hoogste amateurniveau van Duitsland werd hij een vaste waarde. Na anderhalf jaar maakte hij in 2022 na een proefperiode de overstap naar Helmond Sport. Hier maakte hij op 26 augustus zijn debuut in het betaald voetbal, in de met 2-1 verloren uitwedstrijd tegen Telstar. Hij kwam in de 81e minuut in het veld voor Bryan Van Hove. Terzi speelde in totaal veertien wedstrijden voor Helmond, waarin hij vooral als invaller actief was. Na een seizoen vertrok hij transfervrij naar het Turkse Menemen FK.

### Statistieken
| Seizoen                       | Club                 | Land           | Competitie        | Competitie | Competitie | Beker | Beker | Totaal | Totaal |
| Seizoen                       | Club                 | Land           | Competitie        | Wed.       | Dlp.       | Wed.  | Dlp.  | Wed.   | Dlp.   |
| ----------------------------- | -------------------- | -------------- | ----------------- | ---------- | ---------- | ----- | ----- | ------ | ------ |
| 2019/20                       | Borussia Dortmund II | Duitsland      | Regionalliga West | 0          | 0          | –     | –     | 0      | 0      |
| 2020/21                       | Leixões SC           | Portugal       | Liga Portugal 2   | 0          | 0          | 0     | 0     | 0      | 0      |
| 2020/21                       | Sportfreunde Lotte   | Duitsland      | Regionalliga West | 19         | 2          | 3     | 0     | 22     | 2      |
| 2021/22                       | Sportfreunde Lotte   | Duitsland      | Regionalliga West | 33         | 0          | 3     | 0     | 36     | 0      |
| 2022/23                       | Helmond Sport        | Nederland      | Eerste divisie    | 14         | 0          | 0     | 0     | 14     | 0      |
| 2023/24                       | Menemen FK           | Turkije        | TFF 2. Lig        | 8          | 0          | 1     | 0     | 9      | 0      |
| Carrièretotaal                | Carrièretotaal       | Carrièretotaal | Carrièretotaal    | 74         | 2          | 7     | 0     | 81     | 2      |
| Bijgewerkt op 20 oktober 2023 |                      |                |                   |            |            |       |       |        |        |